# SOR C 10,5
SOR C 10,5 je model českého meziměstského linkového autobusu o délce přibližně 10,5 m. Vyráběla ho společnost SOR Libchavy mezi lety 2000 a 2022.

## Konstrukce
Autobus SOR C 10,5 je dvounápravový s polosamonosnou karoserií. Zadní náprava je hnací, motor a mechanická převodovka se nachází v zadní části vozu. Karoserie s podlahou ve výši 800 mm nad vozovkou je zvenčí oplechovaná, v interiéru je obložená plastovými deskami. Zadní náprava značky MERITOR je tuhá, přední (lichoběžníkové konstrukce) je vlastní výroby s nezávisle zavěšenými koly. V pravé bočnici autobusu se nacházejí přední jednokřídlé a ve střední části dvoukřídlé výklopné dveře. Sedačky pro cestující jsou rozmístěny 2+2 se střední uličkou.

## Výroba a provoz

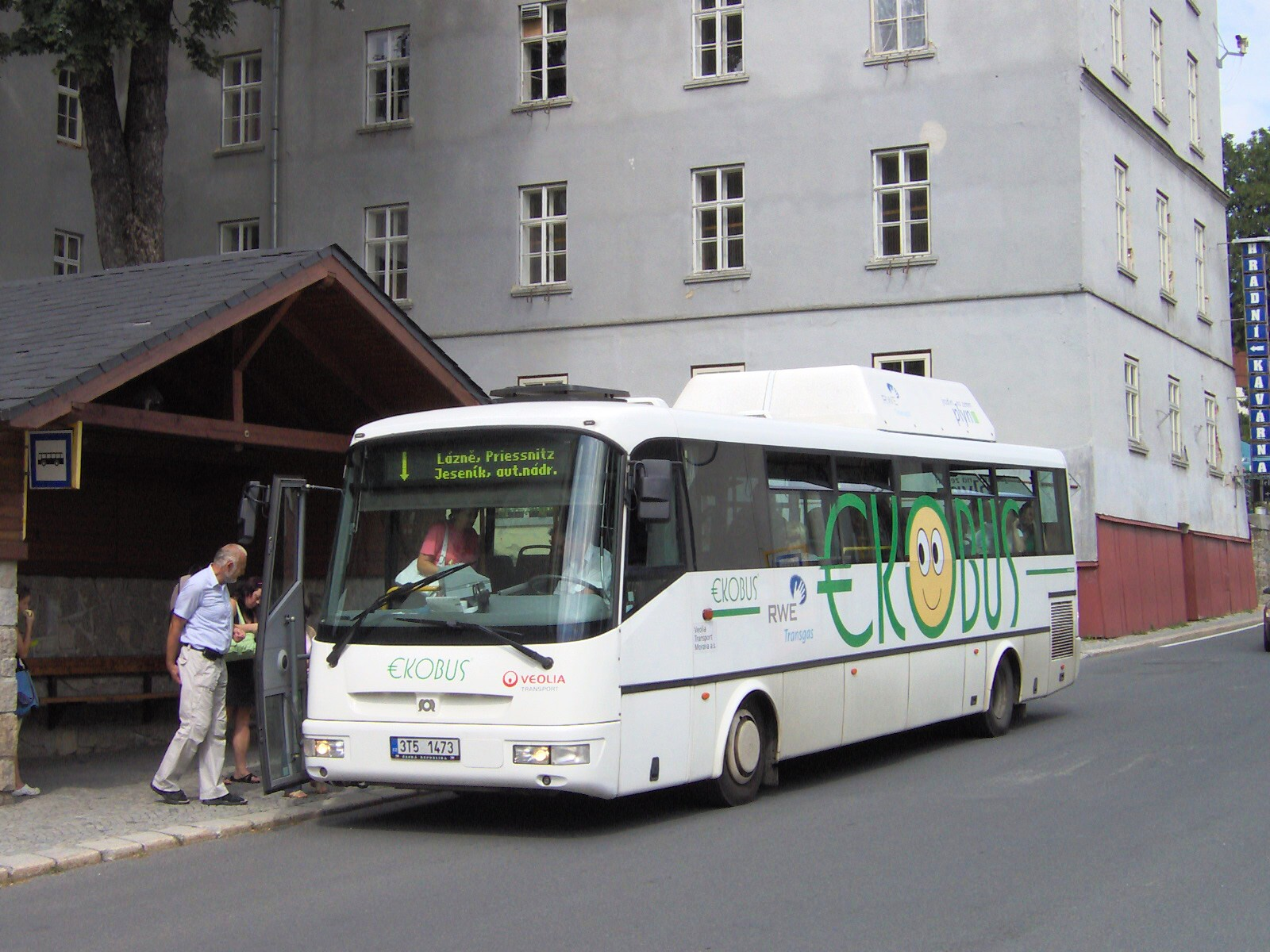
SOR C 10,5 v úpravě pro provoz na stlačený zemní plyn, která byla provedena firmou Ekobus

Vozy SOR C 10,5 byly v době svého uvedení na trh (druhá polovina 90. let) jedinými autobusy této délky prodávanými v Česku. Proto jej nakupovali dopravci pro linky meziměstské dopravy s menší vytížeností, pro něž byly standardní dvanáctimetrové autobusy neekonomické. Mezi provozovatele autobusů SOR C 10,5 patří např. Veolia Transport, TQM Opava nebo ČSAD Semily.